# Decime
Een decime (van Latijn: decimus, de tiende) is in de muziektheorie het interval in een diatonische toonladder tussen een eerste toon en de daarboven liggende tiende. Een decime omvat negen toonafstanden, en is een samengesteld interval opgebouwd uit een terts en een rein octaaf. Het interval tussen bijvoorbeeld de tonen c en e' is dus een decime. Men zegt dat de e' een decime boven de c ligt. Ook wordt de tweeklank die bestaat uit twee tonen die een decime uit elkaar liggen, als decime aangeduid. De tweeklank c-e' is een decime, of de tonen c en e' vormen een decime. 

## Varianten
In overeenstemming met de terts in de decime, worden decimen nog onderscheiden in grote, kleine, verminderde en overmatige decimen.

### Grote decime
Een grote decime is opgebouwd uit een grote terts plus een rein octaaf. Men duidt een grote decime wel afgekort aan met M10.
- Voorbeeld: Het interval tussen c' en e" is een grote decime.

### Kleine decime
Een kleine decime is opgebouwd uit een kleine terts plus een rein octaaf. Men duidt een kleine decime wel afgekort aan met m10.
- Voorbeeld: Het interval tussen c' en es" is een kleine decime.

### Verminderde decime
Als de terts in een decime verminderd is, heet ook de decime verminderd.
- Voorbeeld: Het interval tussen cis' en es" is een verminderde decime.

### Overmatige decime
Als de terts in een decime overmatig is, heet ook de decime overmatig. 
- Voorbeeld: Het interval tussen c' en eis" is een overmatige decime.

Een voorbeeld van de kleine decime komt naar voren op gitaar bij de gebruikelijke stemming (E-A-D-G-B-E) de dikste ongewonden snaar (G) een kleine decime van de dikste gewonden snaar (E).

## Frequentieverhoudingen
De reine grote decime is de toon die precies 5/2 keer zo hoog is als de grondtoon. Uitgedrukt in cents bedraagt deze toonafstand 1586,31. Ter vergelijking: een getempereerde grote decime komt overeen met 1600 cents.
De reine kleine decime is de toon die precies 12/5 keer zo hoog is als de grondtoon.
De minimale decime of BP-decime is de toon die precies 7/3 keer zo hoog is als de grondtoon. Uitgedrukt in cents bedraagt deze toonafstand 1466,87. Ter vergelijking: een getempereerde kleine decime komt overeen met 1500 cents. De minimale decime is een van de zeven noten uit de septimalenreeks.